# Telbijwoord
Een telbijwoord is een speciale vorm van een telwoord. Voorbeelden zijn: eenmaal, tweemaal, honderdmaal enzovoort
We zien dus achter de standaard uitgang maal verschijnen. Ook de uitgang werf komt voor, zoals in tweewerf en driewerf. Een telbijwoord drukt bijgevolg een kwantiteit uit.
Deze telwoorden gedragen zich letterlijk als een bijwoord: ze staan als aanvulling bij een werkwoord, adjectief of ander bijwoord. Voor de verduidelijking staan hieronder een aantal voorbeeldzinnetjes.

## Voorbeeldzinnen
- Hij liep zesmaal rond het schoolterrein.
Bepaling van een werkwoord.
- Hij antwoordde tweemaal goed en driemaal fout.
Bepaling van een ander bijwoord.
- Driewerf hoera!
Het telbijwoord op werf wordt meestal vóór de bepaling geplaatst.

## Bis, ter
Het Latijnse telbijwoorden bis en in mindere mate ter wordt ook in het Nederlands gebruikt, bijvoorbeeld bij huisnummers (23 bis) en wetsartikelen/-paragrafen/-hoofdstukken (artikel 10.6ter IB, hoofdstuk 10bis IB).
Merk op dat 10bis komt na 10, maar 10b komt na 10a, wat na 10 komt. Het Latijnse telbijwoord voor 2 duidt dus net als het modernere a op de eerste invoeging na het gewoon met een getal aangeduide item.